# Ненад Петровић (проблемиста)
Ненад Петровић (Загреб, 7. септембар 1907 — Загреб, 9. новембар 1989) био је хрватски проблемиста.

## Биографија
Ненад Петровић је био један најзначајнијих хрватских и југословенских, па и светских проблемиста. Петровић је био први хрватски (и југословенски) проблемски велемајстор, светски првак у решавању шаховских проблема (1947.), писац проблемских књига Шаховски проблем (1949.) и Проблеми Сама Лојда (1985.), уредник проблемског дела Шаховског гласника од његовог оснивања 1925. до 1959. Покретач је проблемског магазина Проблем који је од почетка излажења 1951. до 1952. већ постао службени орган Међународног проблемског одбора, затим Сталне комисије за шаховску композицију ФИДЕ (ПЦЦЦ). У Проблему је до гашења магазина 1981. окупљао водеће светске композиторе и теоретичаре. Творац је и Кодекса проблемског шаха, покретач и реализатор 13 свезака ФИДЕ Албума који обухватају изабране проблеме врхунског стваралаштва у периоду од 1914—1982. Од 1956. Петровић је био потпредседник интернационалне комисије за проблемски шах, а од смрти Ј. Р. Неукомма, председник проблемске комисије ФИДЕ у којој функцији проводи идеје о стварању међународне организације проблемиста. Организовао је у Пирану 1958. први светски конгрес проблемиста. Петровић је 1974. проглашен за доживотног почасног председника ПЦЦЦ ФИДЕ, као и за доживотног почасног члана ФИДЕ.
Као композитор, Петровић је објавио око 650 проблема од којих је у ФИДЕ Албуме уврштен 121, што указује на квалитет његовог стваралаштва. Поставио је многе недостижне рекорде у композицији, таскове, чиме је заслужио надимак – Човек таскова.
|   | a                                                                                                  | b                                                                                                  | c                                                                                                  | d                                                                                                  | e                                                                                                  | f                                                                                                  | g                                                                                                  | h                                                                                                  |   |
| 8 | b7 white queen · d7 white king · h7 black knight · b6 white bishop · b5 black king · b2 white pawn | b7 white queen · d7 white king · h7 black knight · b6 white bishop · b5 black king · b2 white pawn | b7 white queen · d7 white king · h7 black knight · b6 white bishop · b5 black king · b2 white pawn | b7 white queen · d7 white king · h7 black knight · b6 white bishop · b5 black king · b2 white pawn | b7 white queen · d7 white king · h7 black knight · b6 white bishop · b5 black king · b2 white pawn | b7 white queen · d7 white king · h7 black knight · b6 white bishop · b5 black king · b2 white pawn | b7 white queen · d7 white king · h7 black knight · b6 white bishop · b5 black king · b2 white pawn | b7 white queen · d7 white king · h7 black knight · b6 white bishop · b5 black king · b2 white pawn | 8 |
| 7 | b7 white queen · d7 white king · h7 black knight · b6 white bishop · b5 black king · b2 white pawn | b7 white queen · d7 white king · h7 black knight · b6 white bishop · b5 black king · b2 white pawn | b7 white queen · d7 white king · h7 black knight · b6 white bishop · b5 black king · b2 white pawn | b7 white queen · d7 white king · h7 black knight · b6 white bishop · b5 black king · b2 white pawn | b7 white queen · d7 white king · h7 black knight · b6 white bishop · b5 black king · b2 white pawn | b7 white queen · d7 white king · h7 black knight · b6 white bishop · b5 black king · b2 white pawn | b7 white queen · d7 white king · h7 black knight · b6 white bishop · b5 black king · b2 white pawn | b7 white queen · d7 white king · h7 black knight · b6 white bishop · b5 black king · b2 white pawn | 7 |
| 6 | b7 white queen · d7 white king · h7 black knight · b6 white bishop · b5 black king · b2 white pawn | b7 white queen · d7 white king · h7 black knight · b6 white bishop · b5 black king · b2 white pawn | b7 white queen · d7 white king · h7 black knight · b6 white bishop · b5 black king · b2 white pawn | b7 white queen · d7 white king · h7 black knight · b6 white bishop · b5 black king · b2 white pawn | b7 white queen · d7 white king · h7 black knight · b6 white bishop · b5 black king · b2 white pawn | b7 white queen · d7 white king · h7 black knight · b6 white bishop · b5 black king · b2 white pawn | b7 white queen · d7 white king · h7 black knight · b6 white bishop · b5 black king · b2 white pawn | b7 white queen · d7 white king · h7 black knight · b6 white bishop · b5 black king · b2 white pawn | 6 |
| 5 | b7 white queen · d7 white king · h7 black knight · b6 white bishop · b5 black king · b2 white pawn | b7 white queen · d7 white king · h7 black knight · b6 white bishop · b5 black king · b2 white pawn | b7 white queen · d7 white king · h7 black knight · b6 white bishop · b5 black king · b2 white pawn | b7 white queen · d7 white king · h7 black knight · b6 white bishop · b5 black king · b2 white pawn | b7 white queen · d7 white king · h7 black knight · b6 white bishop · b5 black king · b2 white pawn | b7 white queen · d7 white king · h7 black knight · b6 white bishop · b5 black king · b2 white pawn | b7 white queen · d7 white king · h7 black knight · b6 white bishop · b5 black king · b2 white pawn | b7 white queen · d7 white king · h7 black knight · b6 white bishop · b5 black king · b2 white pawn | 5 |
| 4 | b7 white queen · d7 white king · h7 black knight · b6 white bishop · b5 black king · b2 white pawn | b7 white queen · d7 white king · h7 black knight · b6 white bishop · b5 black king · b2 white pawn | b7 white queen · d7 white king · h7 black knight · b6 white bishop · b5 black king · b2 white pawn | b7 white queen · d7 white king · h7 black knight · b6 white bishop · b5 black king · b2 white pawn | b7 white queen · d7 white king · h7 black knight · b6 white bishop · b5 black king · b2 white pawn | b7 white queen · d7 white king · h7 black knight · b6 white bishop · b5 black king · b2 white pawn | b7 white queen · d7 white king · h7 black knight · b6 white bishop · b5 black king · b2 white pawn | b7 white queen · d7 white king · h7 black knight · b6 white bishop · b5 black king · b2 white pawn | 4 |
| 3 | b7 white queen · d7 white king · h7 black knight · b6 white bishop · b5 black king · b2 white pawn | b7 white queen · d7 white king · h7 black knight · b6 white bishop · b5 black king · b2 white pawn | b7 white queen · d7 white king · h7 black knight · b6 white bishop · b5 black king · b2 white pawn | b7 white queen · d7 white king · h7 black knight · b6 white bishop · b5 black king · b2 white pawn | b7 white queen · d7 white king · h7 black knight · b6 white bishop · b5 black king · b2 white pawn | b7 white queen · d7 white king · h7 black knight · b6 white bishop · b5 black king · b2 white pawn | b7 white queen · d7 white king · h7 black knight · b6 white bishop · b5 black king · b2 white pawn | b7 white queen · d7 white king · h7 black knight · b6 white bishop · b5 black king · b2 white pawn | 3 |
| 2 | b7 white queen · d7 white king · h7 black knight · b6 white bishop · b5 black king · b2 white pawn | b7 white queen · d7 white king · h7 black knight · b6 white bishop · b5 black king · b2 white pawn | b7 white queen · d7 white king · h7 black knight · b6 white bishop · b5 black king · b2 white pawn | b7 white queen · d7 white king · h7 black knight · b6 white bishop · b5 black king · b2 white pawn | b7 white queen · d7 white king · h7 black knight · b6 white bishop · b5 black king · b2 white pawn | b7 white queen · d7 white king · h7 black knight · b6 white bishop · b5 black king · b2 white pawn | b7 white queen · d7 white king · h7 black knight · b6 white bishop · b5 black king · b2 white pawn | b7 white queen · d7 white king · h7 black knight · b6 white bishop · b5 black king · b2 white pawn | 2 |
| 1 | b7 white queen · d7 white king · h7 black knight · b6 white bishop · b5 black king · b2 white pawn | b7 white queen · d7 white king · h7 black knight · b6 white bishop · b5 black king · b2 white pawn | b7 white queen · d7 white king · h7 black knight · b6 white bishop · b5 black king · b2 white pawn | b7 white queen · d7 white king · h7 black knight · b6 white bishop · b5 black king · b2 white pawn | b7 white queen · d7 white king · h7 black knight · b6 white bishop · b5 black king · b2 white pawn | b7 white queen · d7 white king · h7 black knight · b6 white bishop · b5 black king · b2 white pawn | b7 white queen · d7 white king · h7 black knight · b6 white bishop · b5 black king · b2 white pawn | b7 white queen · d7 white king · h7 black knight · b6 white bishop · b5 black king · b2 white pawn | 1 |
|   | a                                                                                                  | b                                                                                                  | c                                                                                                  | d                                                                                                  | e                                                                                                  | f                                                                                                  | g                                                                                                  | h                                                                                                  |   |

1.Da6! Kxa6 2.Kc6 S~ 3. b4 S~ 4.b5#
1. ... Kb4 2.Dd3 Sf6+ 3.Kc6 S~ Db5#

## Референције
- Јосип Варга, Велемајстор Петровић, Загреб, 1995.
- https://web.archive.org/web/20070928064845/http://www.softdecc.com/pdb/search.pdb?expression=A%3D%27Petrovic%2CNenad%27
- http://www.problemonline.com/petrovic/petrovic.htm